# Wybory prezydenckie w Rosji w 2004 roku

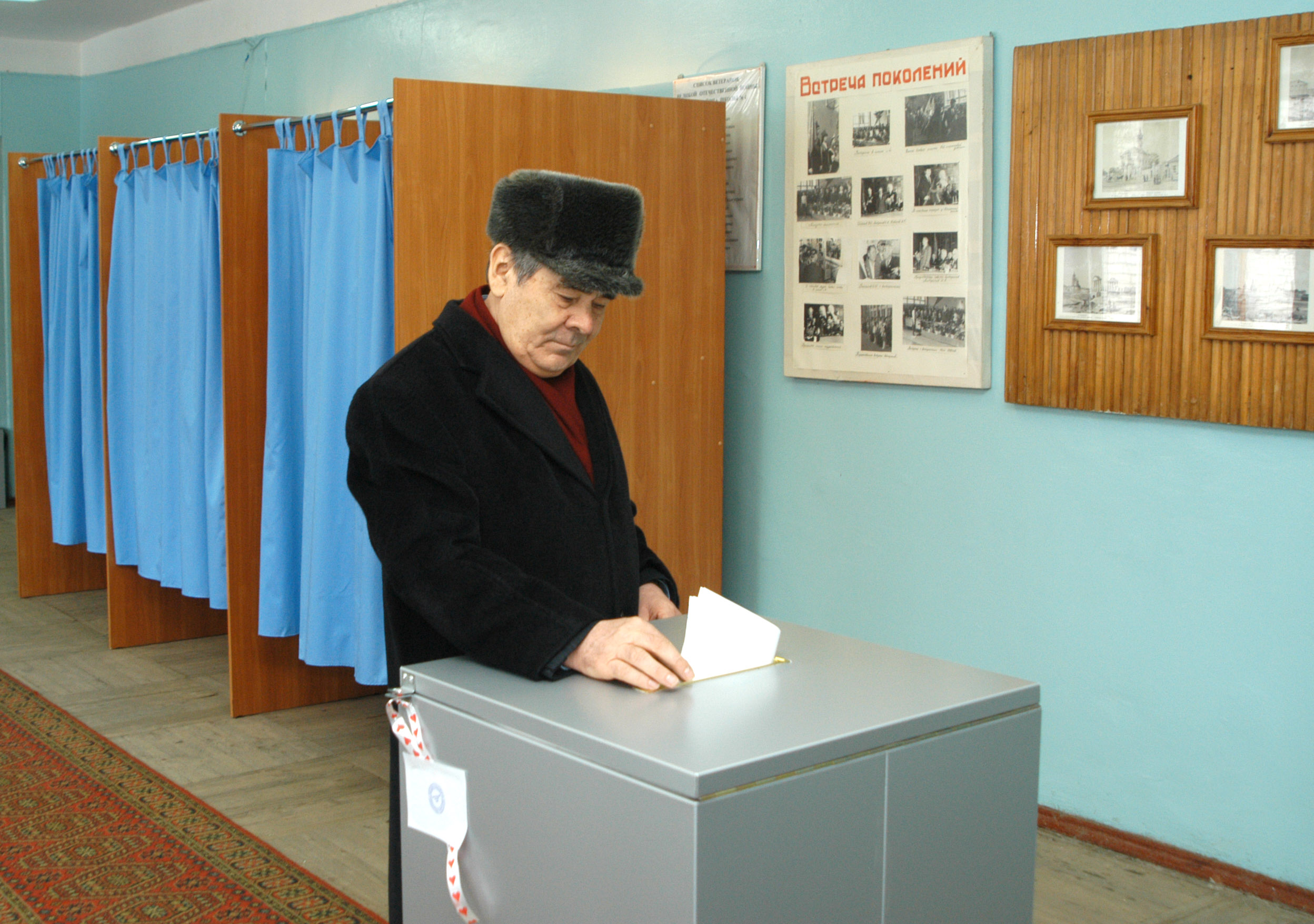
Mintimer Szajmijew w lokalu wyborczym podczas wyborów prezydenckich w 2004 roku

Wybory prezydenckie w Rosji w 2004 roku odbyły się 14 marca 2004. Za faworyta wyborów uchodził urzędujący prezydent Władimir Putin. Wyboru dokonano już w pierwszej turze, w której dotychczasowego prezydenta Rosji poparło 71,2% głosujących. Żadnemu z pozostałych kandydatów nie udało się zagrozić pozycji Putina. Oprócz niego w wyborach wzięło udział pięciu kandydatów. Tym razem udziału w elekcji nie wzięli znani rosyjscy politycy: Grigorij Jawlinski, Giennadij Ziuganow i Władimir Żyrinowski, którzy startowali w wyborach w 1996 i 2000. Partie Ziuganowa (KPRF) i Żyrinowskiego (LDPR) tym razem zdecydowały się wystawić mniej znanych polityków (odpowiednio Nikołaja Charitonowa i Olega Małyszkina), którzy jednocześnie nie stanowili poważnej konkurencji dla Władimira Putina. Oprócz nich w wyborach wystartowali: Siergiej Głaziew (związany z blokiem wyborczym Rodina), Irina Hakamada (niezależna, związana z Sojuszem Sił Prawicowych) oraz Siergiej Mironow (przewodniczący Rady Federacji - izby wyższej rosyjskiego parlamentu oraz lider Rosyjskiej Partii Życia).

## Wyniki
| Kandydaci          | Partia                                                                            | Głosy      | % głosów |
| ------------------ | --------------------------------------------------------------------------------- | ---------- | -------- |
| Władimir Putin     | popierany przez Jedną Rosję                                                       | 49,565,238 | 71.31    |
| Nikołaj Charitonow | popierany przez Komunistyczną Partię Federacji Rosyjskiej, i Agrarną Partię Rosji | 9,513,313  | 13.69    |
| Siergiej Głaziew   | popierany przez partię Rodina                                                     | 2,850,063  | 4.10     |
| Irina Chakamada    | popierana przez Sojusz Sił Prawicowych                                            | 2,671,313  | 3.84     |
| Oleg Małyszkin     | Liberalno-Demokratyczna Partia Rosji                                              | 1,405,315  | 2.02     |
| Siergiej Mironow   | Rosyjska Partia Życia                                                             | 524,324    | 0.75     |
| głosy nieważne     | głosy nieważne                                                                    | 2,396,219  | 3.45     |
| Suma               | Suma                                                                              | 68,925,785 | 100.00   |